# Sobradinho (Distrito Federal)
Sobradinho, amtlich portugiesisch Região Administrativa de Sobradinho (RA V), ist eine Verwaltungsregion von Brasília mit 85.491 Einwohnern rund 20 km nordöstlich des Stadtzentrums im brasilianischen Bundesdistrikt. Die Verwaltungsregion grenzt an Brazlândia, Planaltina (Distrito Federal), Planaltina (Goiás), Paranoá, Itapoã, Lago Norte und Brasília an.
Der Name der Verwaltungsregion geht auf eine durch Antônio Gomes Rabelo gegründete Fazenda Sobradinho an dem Wasserlauf Ribeirão Sobradinho auf dem Gebiet zurück. Am 13. Mai 1960 wurde die Planstadt gegründet, um dort Immigranten aus dem Nordosten, Goiás und Bahia, die als Arbeiter zum Bau der neuen Hauptstadt Brasília kamen, anzusiedeln. Anfangs bestand die Siedlung aus 30 Familien, Ende der 1960 waren es bereits über 8000 Familien. Durch das Gesetz Nr. 4.545 wurde am 10. Dezember 1964 der Bundesdistrikt in zunächst acht Verwaltungsregionen gegliedert. Sobradinho wurde zur RA V. Zur selbständigen Verwaltung wurde durch Dekret Nr. 456 vom 21. Oktober 1965 die Administração Regional de Sobradinho errichtet. 2004 wurde der Westsektor als Verwaltungsregion RA XXVI Sobradinho II ausgegliedert.
Innerhalb der Regionen des Bundesdistrikts hat Sobradinho die höchste Bevölkerungszunahme insbesondere im urbanen Raum.

## Verwaltung
Ernannter Administrator der Verwaltungsregion ist seit dem 23. Februar 2015 der Jurist Divino de Oliveira Sales.

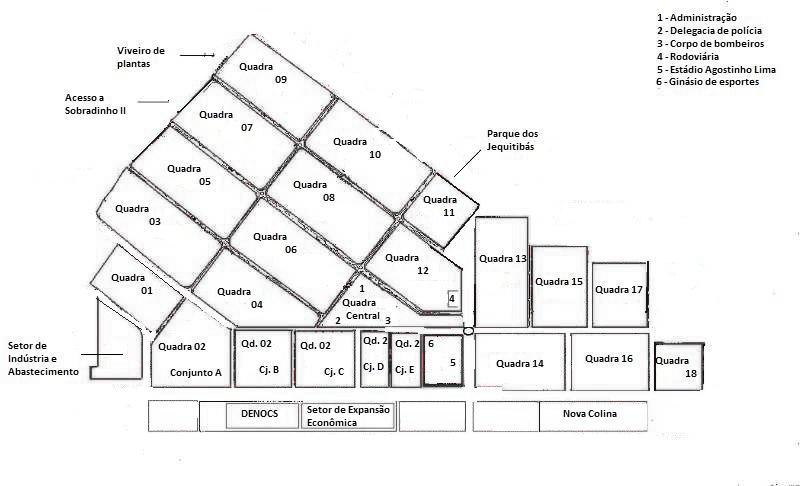
Planskizze Sobradinho
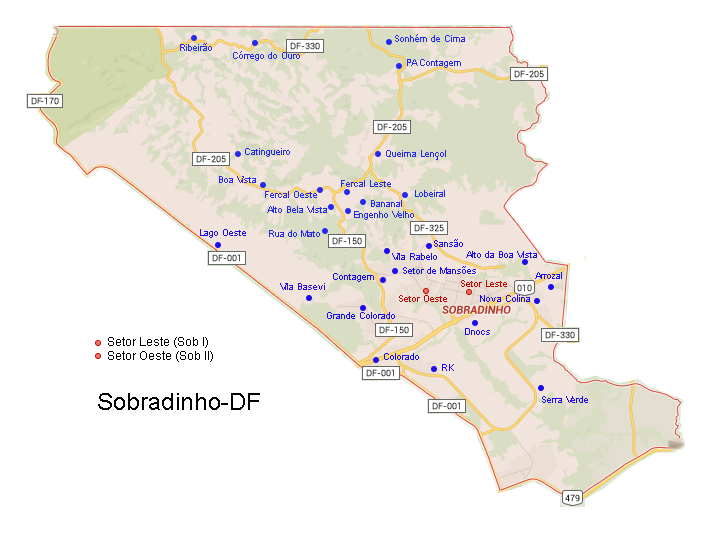
Karte von Sobradinho
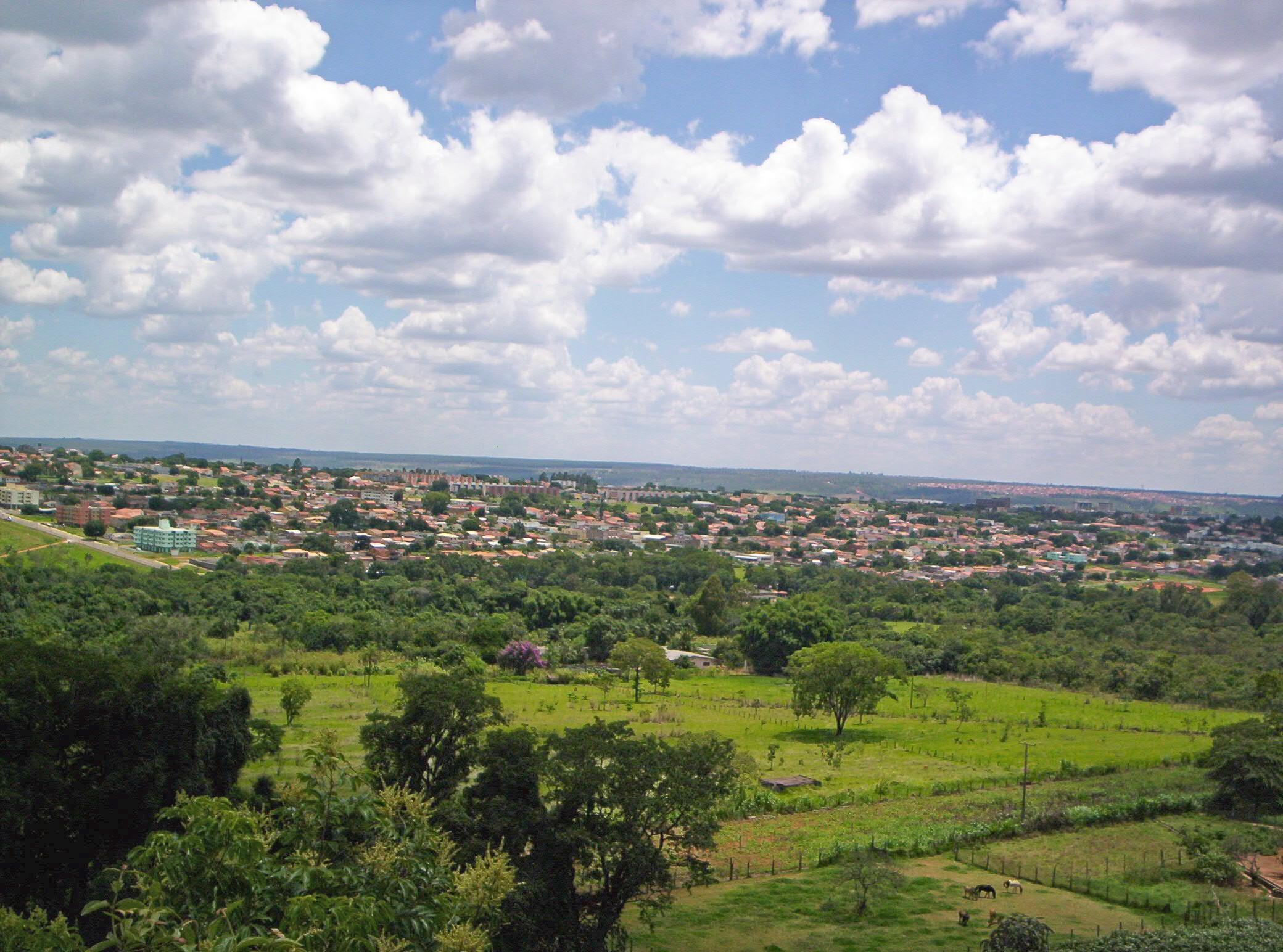
Blick auf Sobradinho, 2005
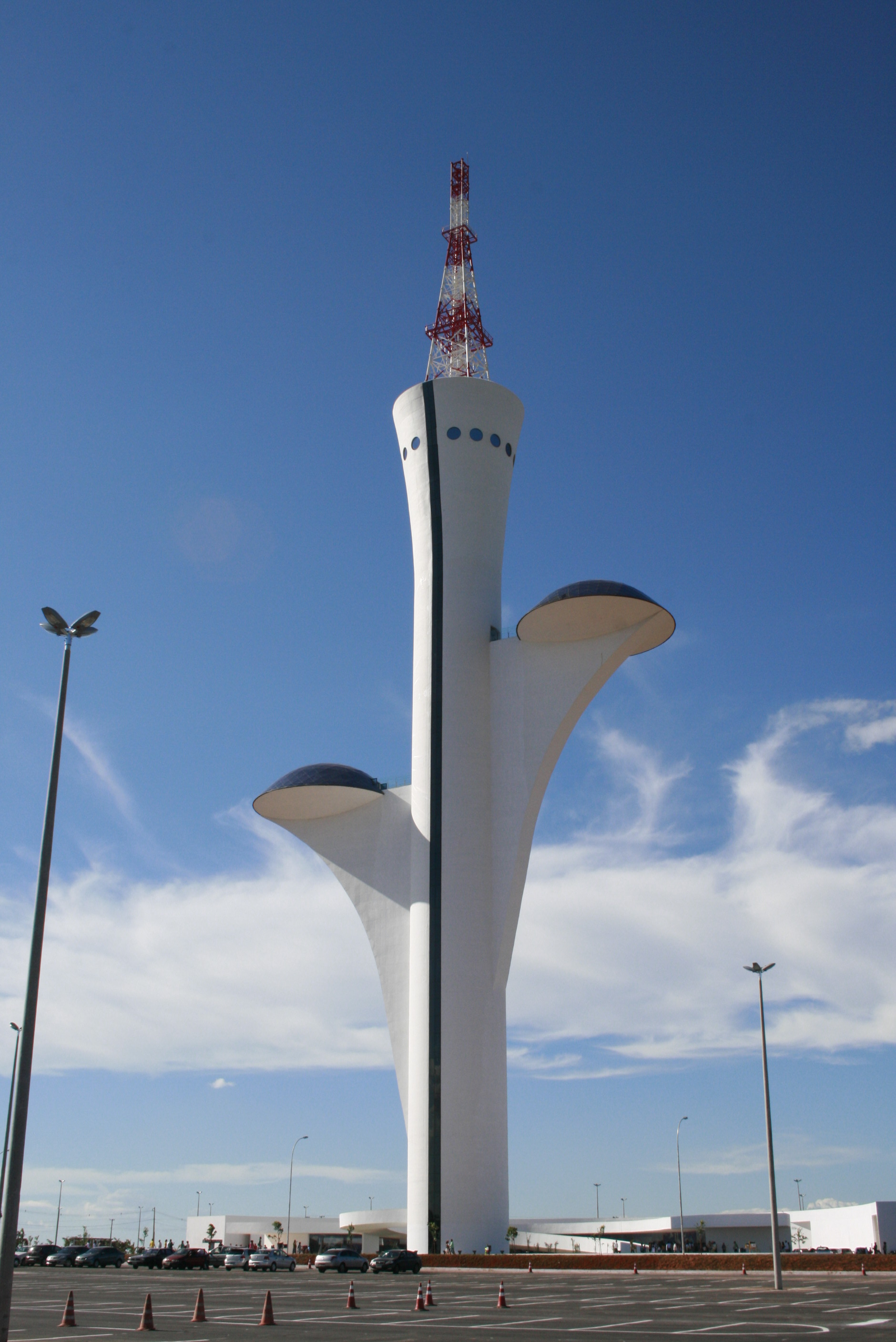
Markantes Wahrzeichen: Der Fernsehturm